# جوزيف لورانس
جوزيف لورانس (بالإنجليزية: Joey Lawrence)‏ (و. 1976 – م) هو ممثل، وموسيقي، ومغن مؤلف، وملحن، وممثل تلفزيوني، وممثل مسرحي، من الولايات المتحدة الأمريكية، ولد في فيلادلفيا، بنسيلفانيا.

## التعليم
تعلم في جامعة جنوب كاليفورنيا.

## وصلات خارجية
- جوزيف لورانس على موقع IMDb (الإنجليزية)
- جوزيف لورانس على موقع ألو سيني (الفرنسية)
- جوزيف لورانس على موقع ألو سيني (الفرنسية)
- جوزيف لورانس على موقع ميوزك برينز (الإنجليزية)
- جوزيف لورانس على موقع تيرنر كلاسيك موفيز (الإنجليزية)
- جوزيف لورانس على موقع أول موفي (الإنجليزية)
- جوزيف لورانس على موقع قاعدة بيانات برودواي على الإنترنت (الإنجليزية)
- جوزيف لورانس على موقع قاعدة بيانات الأفلام السويدية (السويدية)
- جوزيف لورانس على موقع إن إن دي بي (الإنجليزية)
- جوزيف لورانس على موقع ديسكوغز (الإنجليزية)